# Малатеста, Леонардо
Леонардо Малатеста (итал. Leonardo di Francesco di Lazzaro Malatesta, 1483, Пистоя — умер после 1518), также известен как Леонардо да Пистоя (итал. Leonardo da Pistoia) — итальянский художник начала XVI века. Считается последователем Фра Бартоломео и  Рафаэля Санти. Некоторые картины, ранее приписываемые Рафаэлю, были позже определены как работы Леонардо Малатеста.

## Известные произведения
- Мадонна с младенцем (Madonna con bambino, 1516) — находится в Государственном музее Берлина, имеет сходство с рафаэлевской Мадонной под балдахином.
- Мадонна Бриджвотер (итал. La madone Bridgewater) — находится в  Королевском музее изящных искусств Брюсселя. Ранее эту картину считали работой Рафаэля Санти[4]
- Мадонна с младенцем и щеглом (1505) — Национальный музей Вроцлава
- Мадонна с младенцем и святые — церковь Святого Петра (Casalguidi), Пистоя

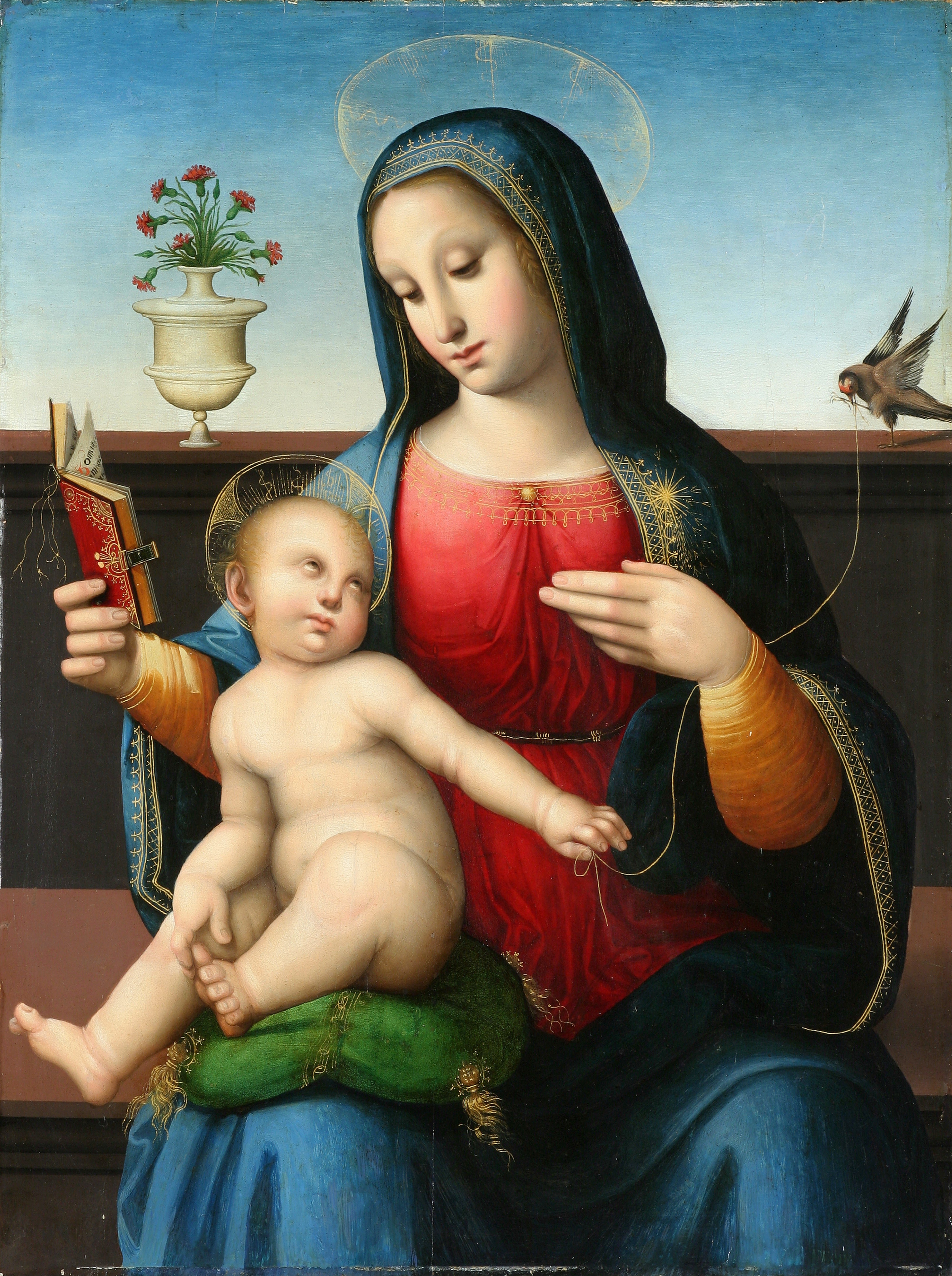
Мадонна с младенцем и щеглом
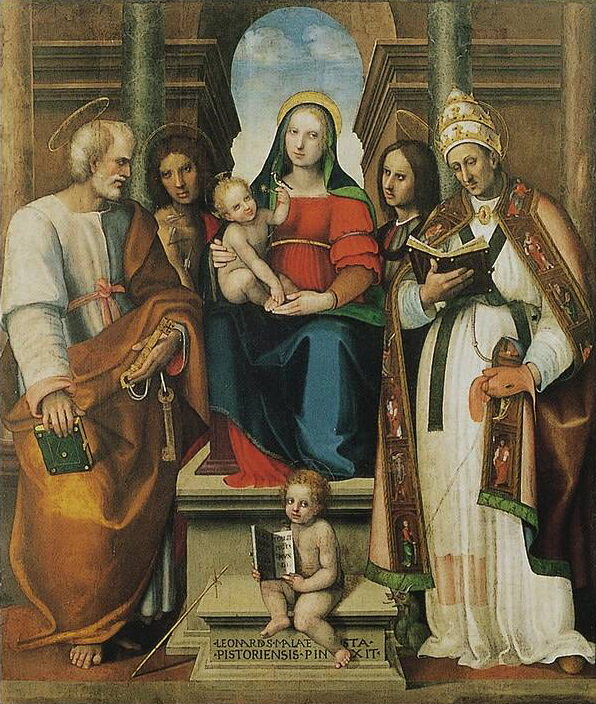
Мадонна с младенцем и святые
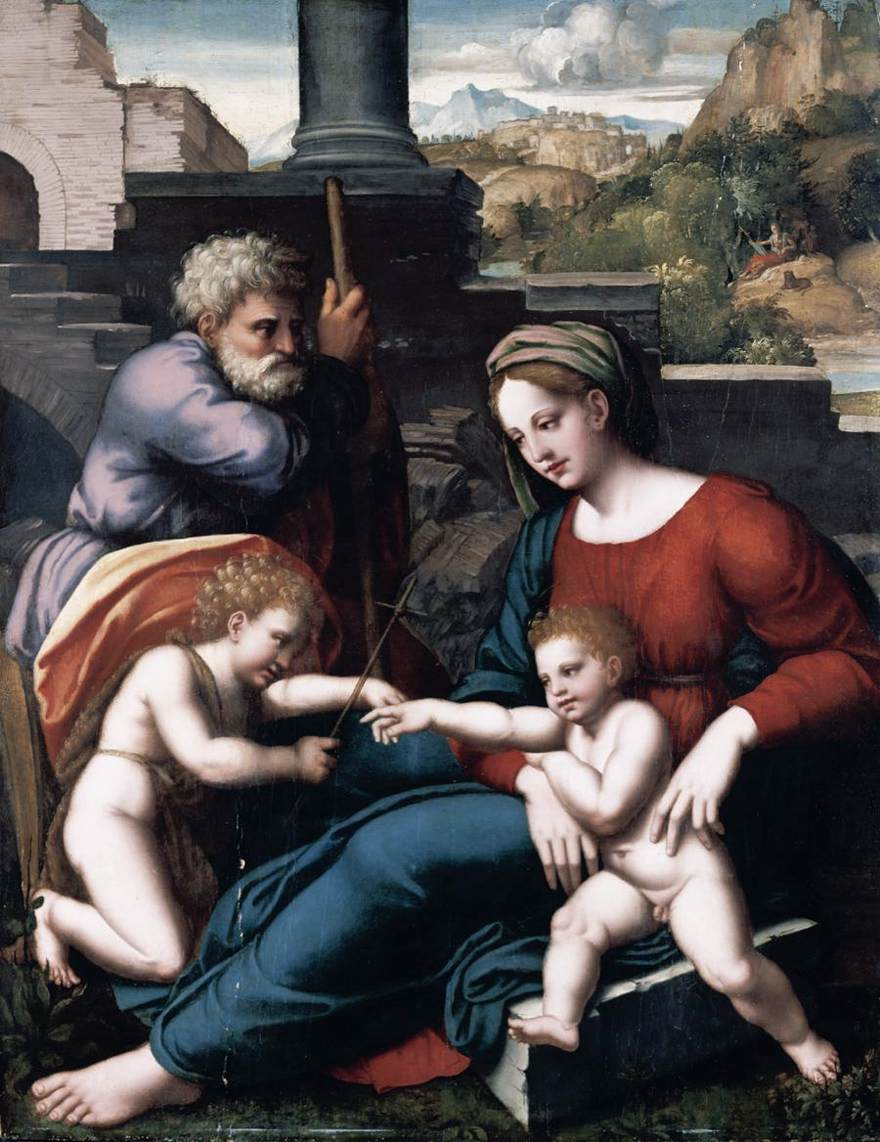
Святое семейство и св.Иоанн, частное собрание